# St. Mauritius (Harthausen auf der Scher)

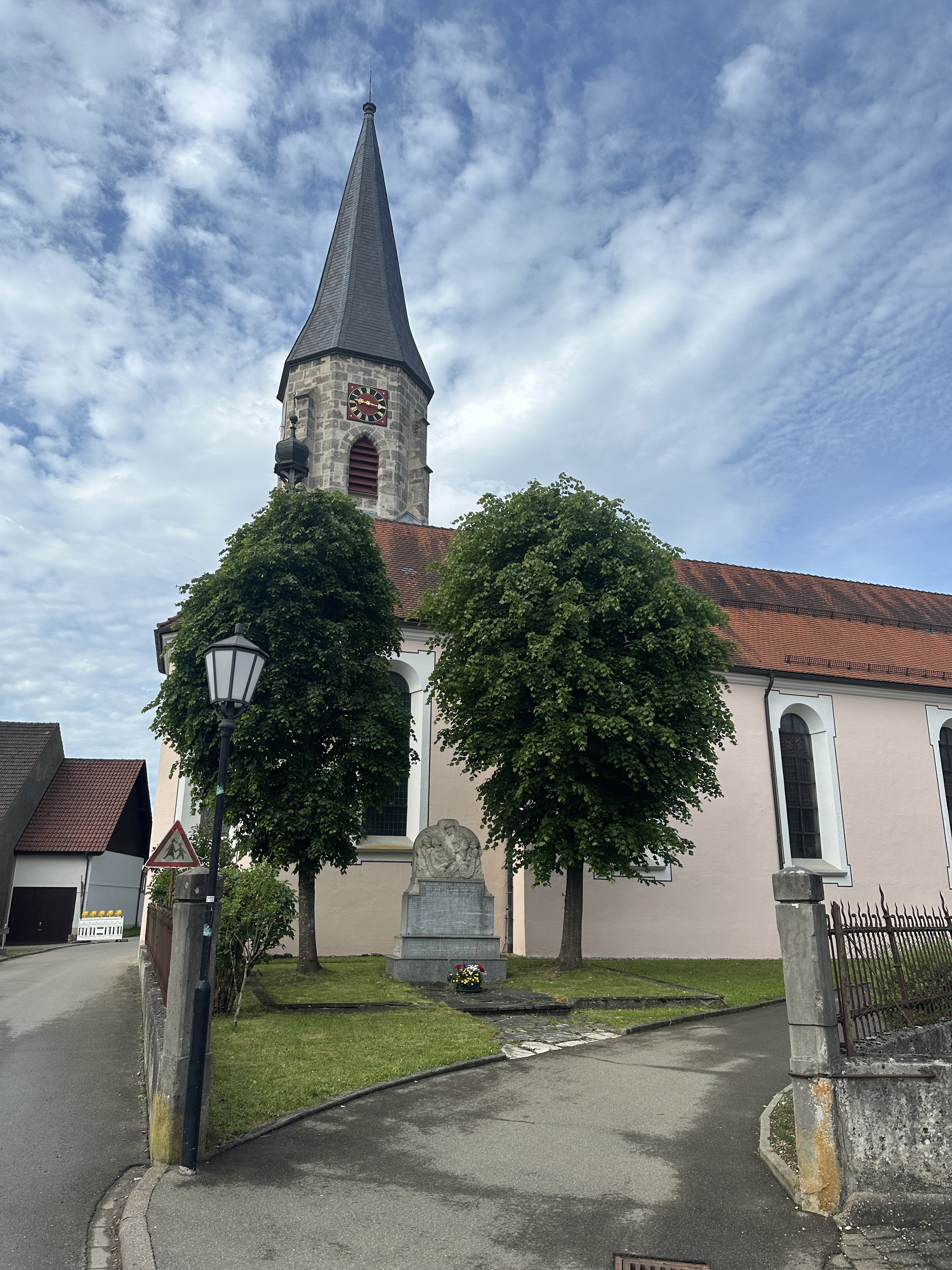
St. Mauritius in Harthausen mit Kriegerdenkmal

Die römisch-katholische Pfarrkirche St. Mauritius steht in Harthausen auf der Scher, einem Ortsteil der Gemeinde Winterlingen im Zollernalbkreis in Baden-Württemberg. Sie gehört zum Erzbistum Freiburg. Das Bauwerk ist beim Landesamt für Denkmalpflege Baden-Württemberg als Baudenkmal eingetragen.

## Beschreibung

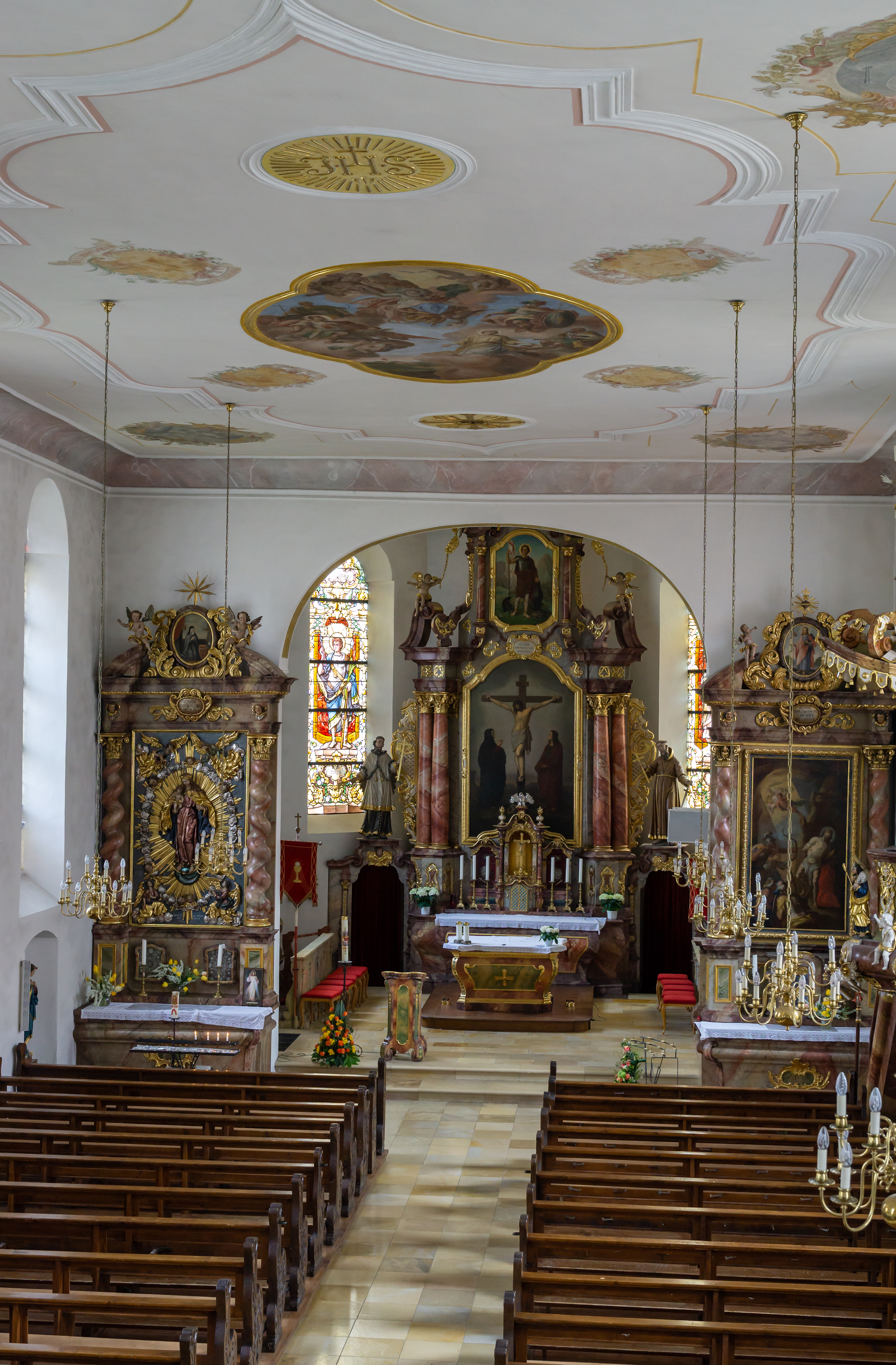

Die Saalkirche wurde 1740 erbaut. Sie besteht aus einem Langhaus, das mehrfach zuletzt 1935 erweitert wurde, einem eingezogenen, dreiseitig geschlossenen Chor im Osten und einem Chorflankenturm auf quadratischem Grundriss an der Südwand des Chors, dessen untere Geschosse aus dem 15. Jahrhundert stammen. Er wurde 1873 mit einem Geschoss aus Quadermauerwerk, das von Strebepfeilern gestützt wird, zur Unterbringung der Turmuhr und des Glockenstuhls aufgestockt, und mit einem spitzen Helm bedeckt. Die Deckenmalereien im Innenraum des Langhauses hat 1741 Andreas Meinrad von Ow geschaffen.
Die Orgel wurde 1985 als Opus 185 von Stehle Orgelbau errichtet.